# ناحیه هودمزوواشارهی
ناحیهٔ هودمزوواشارهی (به مجاری: Hódmezővásárhelyi járás) یک ناحیه در مجارستان است که در شهرستان چونگراد واقع شده‌است. ناحیهٔ هودمزوواشارهی ۷۰۷٫۷۷ کیلومتر مربع مساحت و ۵۶٬۵۶۰ نفر جمعیت دارد.